# Psychotria oocarpa
Psychotria oocarpa är en måreväxtart som beskrevs av Cornelis Eliza Bertus Bremekamp. Psychotria oocarpa ingår i släktet Psychotria och familjen måreväxter. Inga underarter finns listade i Catalogue of Life.